# كالوم إرفينغ
كالوم إرفينغ (16 مارس 1993 بفانكوفر في كندا - ) هو لاعب كرة قدم كندي في مركز حراسة المرمى.

## وصلات خارجية
- كالوم إرفينغ على موقع الدوري الأمريكي (الإنجليزية)
- كالوم إرفينغ على موقع قاعدة بيانات كرة القدم.إي يو (الإنجليزية)
- كالوم إرفينغ على موقع Soccerbase.com (لاعب) (الإنجليزية)
- كالوم إرفينغ على موقع Soccerway.com (الإنجليزية)
- كالوم إرفينغ على موقع عالم كرة القدم.نت (الإنجليزية)